# Rabaul
Rabaul is een havenstad op het eiland Nieuw-Brittannië in Papoea-Nieuw-Guinea. De stad ligt in het meest welvarende deel van Papoea-Nieuw-Guinea, aan een vulkanische baai, van oorsprong een volgelopen vulkaankrater die wordt omringd door een aantal kleinere vulkanen.
Tot 1994 was Rabaul de hoofdstad van de provincie East New Britain. In dat jaar vond er een vulkaanuitbarsting plaats waardoor een groot deel van de stad werd verwoest, waaronder de luchthaven. Hierna werd de provinciehoofdstad verplaatst naar Kokopo, zo'n 20 km verderop.

## Kolonisatie
In 1910 vestigde het toenmalige keizerrijk Duitsland, dat een overzeese kolonie in Nieuw-Guinea wilde stichten (Duits Nieuw-Guinea), zijn hoofdkwartier in de nieuwe stad Rabaul. Rabaul werd voortgebouwd op een teruggewonnen mangrovemoeras; de naam Rabaul betekent "mangrove" in de plaatselijke taal Kuanua.
Na de capitulatie van Duitsland aan het eind van de Eerste Wereldoorlog werd Nieuw-Guinea als protectoraat aan Australië overgedragen. Rabaul werd de hoofdstad van dit Territorium Nieuw-Guinea.

## Tweede Wereldoorlog
Na de ontstuimige Japanse aanvallen en hun opmars, werd het de bevolking en de Britten duidelijk dat Rabaul in hun handen zou vallen. Voor de Japanners was Rabaul van strategisch belang. Tegen december 1941 werden alle vrouwen en kinderen geëvacueerd. In januari 1942 kondigde een reusachtig bombardement de komende invasie aan. De Britten moesten zich overgeven en werden weggevoerd naar Japanse kampen. Na de Japanse inname ontwikkelden de Japanners Rabaul tot een veel krachtiger basis dan de Britten ooit hadden gepland. De vliegvelden werden vergroot en de Japanse bezetter liet door vele gevangenen kilometers tunnel uitgraven als schuilplaatsen voor de Japanse Luchtmacht. Tegen 1943 waren er 110.000 Japanse soldaten op de basis in Rabaul.
Op 18 april 1943 vertrok de architect van de Japanse aanval op Pearl Harbor, Isoroku Yamamoto, van Rabaul met zijn Mitsubishi G4M-vliegtuig, geëscorteerd door zes Japanse Mitsubishi A6M Zero jachtvliegtuigen. Hij werd om 9h30 onderschept door Amerikaanse P-38 Lightning jachtvliegtuigen en neergeschoten. Hij stortte in de jungle neer, maar was al dood door schotwonden in zijn hoofd en schouder. De Japanse mededeling die de vluchtroute beschreef, was ontcijferd en haastig verzonden naar een Amerikaans luchtmachteskader. Yamamoto werd verrast en door de Amerikaanse jagers neergehaald. Dit was een zware slag voor de Japanse strijdmacht.
In plaats van Rabaul in te nemen meden de Amerikaanse strijdmachten Rabaul en formeerden een knellende gordel door er vliegvelden rondom te leggen. Door deze strategie werd de bevoorrading afgesneden en onder constante luchtaanvallen werd de Japanse basis nutteloos. Zo vermeden de Amerikanen nog eens vele slachtoffers. De Japanners onder bevel van generaal Hitoshi Imamura en vice-admiraal Jinichi Kusaka hielden Rabaul in handen tot hun overgave aan het einde van de oorlog in augustus 1945.
De oorlog maakte een blijvende indruk op Rabaul. Er ligt nog veel militair puin in de haven, op het land en begraven in de heuvels. Meertjes getuigen van de vele bominslagen. Roestige scheepswrakken liggen nog op de kustondieptes gezonken. Vliegtuigwrakken liggen nog her en der verspreid. Voor duikers is het een eldorado en voor bezoekers van het oorlogsverleden is het een bezienswaardigheid.

## Vulkanische uitbarstingen

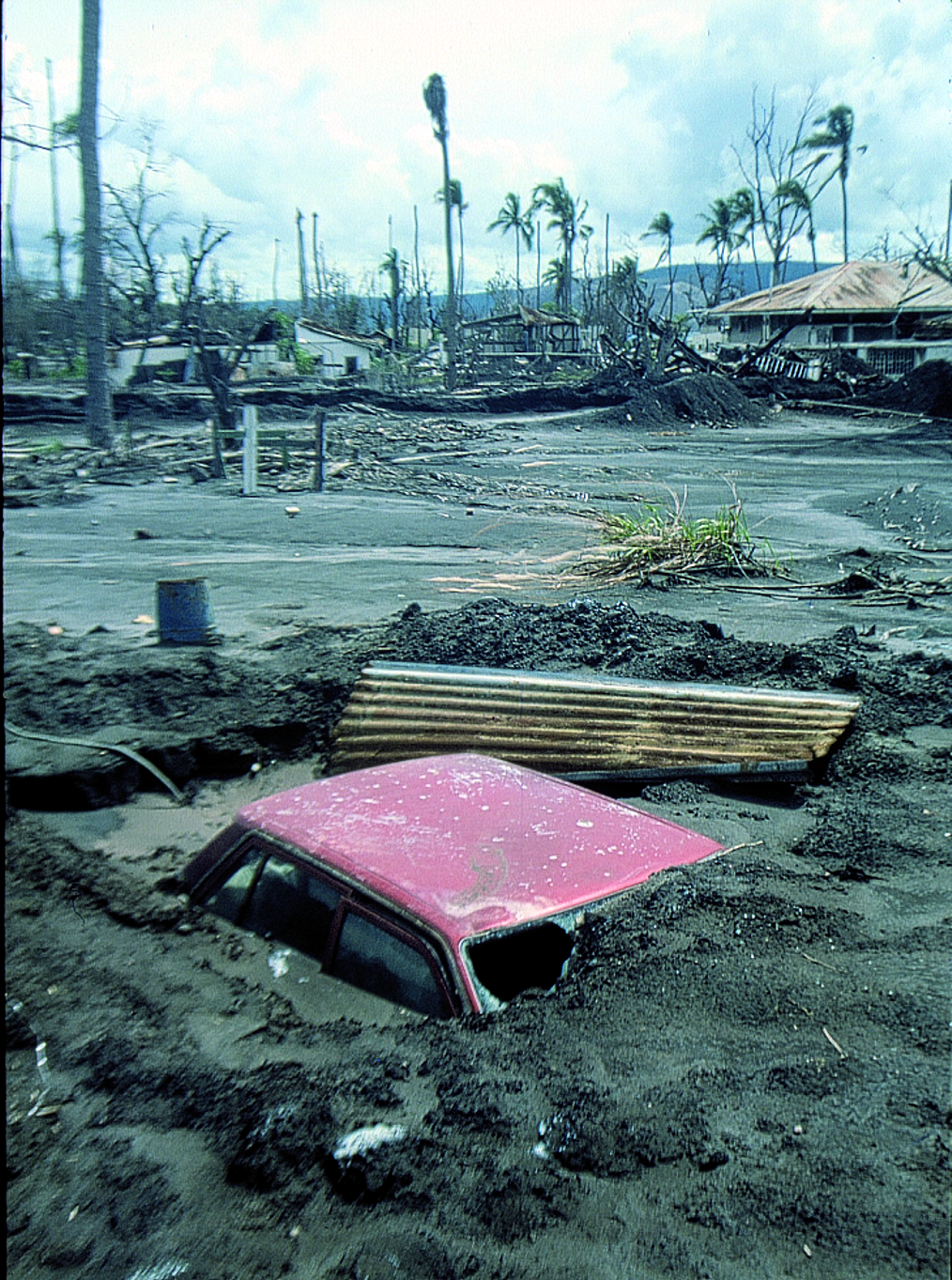
Rabaul na de erupties van 1994

In de nabijheid van Rabaul zijn de vulkanen altijd een bron van belang en ergernis geweest. In 1878 veroorzaakte een uitbarsting de vorming van een vulkaankrater, de Volcan, in de haven. In 1937 barstten twee vulkanen, de Tavurvur en Vulcan, uit en doodden toen 507 mensen en veroorzaakten enorme schades aan de stad. Na deze ramp besliste het Australische bestuur van Nieuw-Guinea haar hoofdkwartier te verplaatsen naar Lae.
In 1983 en 1984 was de stad Rabaul klaar voor een evacuatie, toen de vulkaanbergen omhoog kwamen door de lavahitte. Er gebeurde niets tot in 1994, toen opnieuw de vulkanen Tavurvur en Vulcan losbarstten en het grootste deel van de stad met zware aslava bedekten. De laatste uitbarsting leidde tot de verhuizing van de provinciale hoofdstad naar Kokopo.

## Geboren in Rabaul
- Michael Somare (1936-2021), drievoudig premier van Papoea-Nieuw Guinea